# Eline Roebers
Eline Roebers (* 22. Mai 2006 in Amsterdam) ist eine niederländische Schachspielerin. Seit 2022 trägt sie den Titel eines Internationalen Meisters. Seit der Saison 2021/22 spielt sie für den Hamburger SK in der 2. Bundesliga und der Frauen-Bundesliga. 2022 gewann sie die niederländische U18-Meisterschaft. Bei der Schacholympiade im selben Jahr führte sie als Sechzehnjährige das Frauen-Team der Niederlande an und erlangte mit 7½ Punkten in 10 Partien die Silbermedaille für die zweitbeste Leistung am ersten Brett. 2023 gewann Eline Roebers erstmals die niederländischen Meisterschaft der Frauen.